# أحمد مراد البلوشي
أحمد مراد البلوشي (مواليد 26 فبراير 1990) لاعب كرة قدم إماراتي يجيد اللعب في الهجوم. لعب سابقاً لأندية الإمارات والتعاون و دبي والعربي .